# Madison (village, New York)
Pour les articles homonymes, voir Madison.
Ne doit pas être confondu avec Madison (New York).
Madison est un village du comté de Madison, dans l'État de New York, aux États-Unis,. En 2010, il comptait une population de 305 habitants.

## Démographie
Lors du recensement de 2010, le village comptait une population de 305 habitants. Elle est estimée, en 2019, à 285 habitants.